# Депо (зупинний пункт, Львівська залізниця)
Депо́ — пасажирський залізничний зупинний пункт Рівненської дирекції Львівської залізниці.
Розташований на в'їзді до депо поблизу Старих Кошар, Ковельський район, Волинської області на лінії Ковель — Ягодин між станціями Ковель (16 км) та Мацеїв (9 км).
Станом на лютий 2019 року щодня три пари дизель-потягів прямують за напрямком Ковель-Пасажирський — Ягодин.